# Civette de Hose
Diplogale hosei
Genre
Espèce
Statut de conservation UICN

 VU A2c+3c : Vulnérable
Statut CITES
Répartition géographique
La Civette palmiste de Hose (Diplogale hosei) est un mammifère carnivore de la famille des viverridés. C'est la seule espèce du genre Diplogale.
Elle doit son nom à Charles Hose.

### Genre Diplogale
- (en) UICN : espèce Diplogale hosei (Thomas, 1892) (consulté le 18 mai 2015)
- (en) Mammal Species of the World (3e  éd., 2005) :  Diplogale
- (fr + en) ITIS : Diplogale  Thomas, 1912
- (en) Animal Diversity Web : Diplogale

### Espèce Diplogale hosei
- (en) Mammal Species of the World (3e  éd., 2005) :  Diplogale hosei
- (fr + en) ITIS : Diplogale hosei  Thomas, 1892
- (en) Animal Diversity Web : Diplogale hosei